# Tú eres mi problema
Tú eres mi problema è un film del 2021 diretto da Álvaro Curiel.

## Trama
Luisa è una madre single che vive con l'impulsivo figlio Sebastián con il quale ha continui litigi. Quando il ragazzo scappa di casa, la donna si mette alla sua ricerca e per la prima volta in vita sua capisce quello che realmente prova il figlio.

## Produzione
Il film è stato girato con un budget stimato di 1.300.000 dollari.

## Distribuzione
In Messico il film è stato distribuito su internet tramite Amazon Prime Video il 16 dicembre 2021.